# Goran Perkovac
Goran Perkovac (Slatina, 16 september 1962) is een voormalig Kroatisch handballer, die sinds 2008 bondscoach is van de Zwitserse nationale ploeg. 
Op de Olympische Spelen van 1988 in Seoel won hij de bronzen medaille met Joegoslavië. Perkovac speelde vijf wedstrijden en scoorde vier doelpunten.
Met Kroatië won hij de gouden medaille op de Olympische Spelen van 1996 in Atlanta. Perkovac speelde zeven wedstrijden en scoorde 17 doelpunten.
Mirko Bašić · Jožef Holpert · Boris Jarak · Slobodan Kuzmanovski · Muhamed Memić · Alvaro Načinović · Goran Perkovac · Zlatko Portner · Iztok Puc · Rolando Pušnik · Momir Rnić · Zlatko Saračević · Irfan Smajlagić · Ermin Velić · Veselin Vujović
Patrik Čavar · Valner Franković · Slavko Goluža · Bruno Gudelj · Vladimir Jelčić · Božidar Jović · Nenad Kljaić · Venio Losert · Valter Matošević · Zoran Mikulić · Alvaro Načinović · Goran Perkovac · Iztok Puc · Zlatko Saračević · Irfan Smajlagić · Vladimir Šujster